# Nicola Matteucci
Nicola Matteucci (Bolonia, 10 de enero de 1926- Bolonia, 9 de octubre de 2006) fue un politólogo italiano, fundador de la revista Il Mulino y de la editorial homónima y del Instituto Carlo Cattaneo. Es uno de los mayores teóricos del constitucionalismo en la República Italia. Ha sido profesor ordinario de Filosofía moral en la Universidad de Bolonia. Fue un notorio investigador de la historia, la ciencia y la filosofía política, materias sobre las que publicó múltiples artículos y obras. Dirigió, junto con Norberto Bobbio del Diccionario de política (1982).

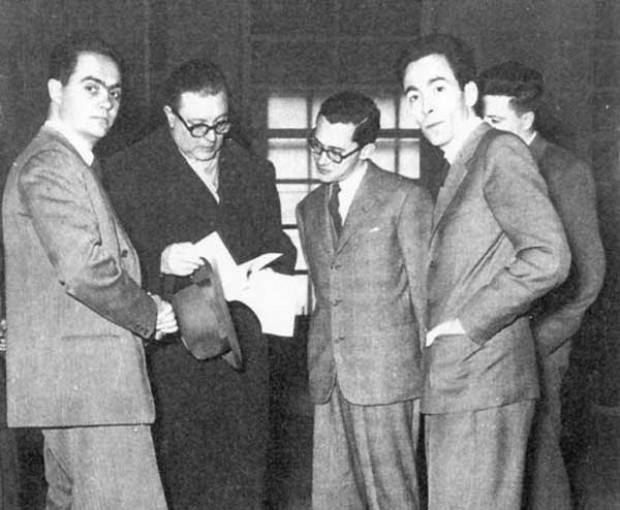
desde la izquierda: Luigi Pedrazzi, Felice Battaglia, Nicola Matteucci, Antonio Santucci, Pier Luigi Contessi

## Obras
- Jacques Mallet-Du Pan (1957)
- Il liberalismo in un mondo in transformazione (1976)
- Alla ricerca dell´ordine político (1986)
- La Rivoluzione americana: una rivoluzione costituzionale (1987)
- Alexis de Tocqueville. Tre esercizi di lettura (1990)

- Datos: Q535857